# Tamiris
En la mitología griega, Tamiris, Támiris (Θάμυρις: Thámuris) o Tamaris fue un aedo tracio, notable por ser citado como el amante de Jacinto y el primer hombre en tener relaciones con otros hombres. Támiris era hijo de Filamón y la ninfa del monte Parnaso, Argíope, y al menos un autor lo imaginó como padre de Menipe, a su vez madre del célebre Orfeo en su unión con Eagro. O bien Támiris nació de Erato y de Aetlio o Filamón.
Cuando Filamón se negó a llevar a Argíope a su casa como esposa, la ninfa dejó el Peloponeso y se fue al país de los odrisios en Tracia, donde dio a luz a Támiris. Cuando el niño alcanzó la pubertad se había vuelto tan hábil cantando a la cítara que los escitas lo convirtieron en su rey a pesar de que era un extranjero.

Tal y como se cuenta en la Ilíada, Támiris estaba tan orgulloso de sus habilidades musicales que se jactó de poder superar incluso a las musas:
«Dorio, donde las Musas abordaron al tracio Támiris y pusieron fin a su canto, cuando regresaba de Ecalia de ver a Éurito ecalieo. En su jactancia se había vanagloriado de vencer a las propias Musas en el canto, a las hijas de Zeus, portador de la égida. Irritadas, lo dejaron ciego, y el canto portentoso le quitaron e hicieron que olvidase tañer la cítara».
Esta alusión aparece en el Reso atribuido a Eurípides, en la Biblioteca mitológica de Apolodoro y en un escolio de la Ilíada. Estas últimas fuentes agregan los detalles de que Támiris había reclamado como premio, si ganaba el concurso, el privilegio de yacer con todas las musas (según una versión) o de casarse con una de ellas. Después de su muerte fue castigado aún más en el Hades. Esta historia nos demuestra que la inspiración poética, un regalo de los dioses, puede ser también arrebatada por los dioses. Otros dicen que el célebre músico Lino tomó tres alumnos: Heracles, Támiris y Orfeo, lo que establece claramente la cronología legendaria de Támiris. Cuando Plinio el Viejo esboza brevemente los orígenes de la música, le da crédito a Támiris por haber inventado el modo dórico y por ser el primero en tocar la cítara como un instrumento solista sin acompañamiento de voz.

## Eponimia
Támiris ha dado su nombre al glaciar Thamyris en la isla de Anvers de la Antártida.